# Tolne Kirke
Tolne Kirke ligger i Tolne Kirkeby ca. 2 km syd for stationsbyen Tolne, ca. 13 km vestnordvest for Frederikshavn og ca. 18 km øst for Hjørring.
Kirken er en romansk teglstenskirke, opført af munkesten med et kvadratisk kor mod øst og et større rektangulært skib mod vest.
Det er usikkert, om kirken har haft et tårn.
I dag er en klokkestabel på kirkegården, som er opført i egetømmer i 1965, en nøjagtig kopi af en tidligere klokkestabel. Kirkeklokken er fra 1487.
Våbenhuset og kvindedøren er på kirkens nordside og anvendes som fælles indgang til kirken, medens mændenes indgang fra syd er blændet.

## Inventar
Den romanske døbefont i kirken formodes at være lige så gammel som kirken og er udført af store granitblokke.
Prædikestolen, som er udført i eg, er af nyere dato, men kan ikke nøjere tidfæstes.
Kirkens orgel er fra 1908 og blev restaureret i 1984, hvor det pneumatiske system blev skiftet ud med et mekanisk.
Kirkeskibet, den fire-mastede bark Danmark, udført af lods P. Bast fra Frederikshavn, blev skænket til kirken i 1937.
Altertavlens billede er malet af kunstmaleren Anker Lund i 1898.

## Præster ved Tolne Kirke
- 1264 – Den 11. juni fik subdiakon Mads fra Rubjerg Kirke i Tolne
- 1536 – ?	Søren Draaby (første lutherske provst)
- 1553 – ?	Morten Nielsen
- 15? – ? Poul Nielsen
- 1568 – ? Michel Jacobsen boede 1571 i Tolne
- 1589 – 1593 Hans Larsen Hvid. Boede i Tolne
- 1593 – 1598 Anders Pedersen
- 1598 – 1602 Laurits Mortensen
- 1603 – 1653 Oluf Madsen
- 1653 – 1694 Christen Jensen Snedsted
- 1694 – 1714 Hans Christensen Elling
- 1714 – 1736 Peder Jensen Fruegard
- 1736 – 1760 Erik Andersen Myller
- 1760 – 1770 Thomas Bahr Todberg
- 1770 – 1774 Jens Mathiasen Bircherod
- 1775 – 1796 Peter Mathias Germel Schierup
- 1796 – 1801 Christian Valeur
- 1802 – 1819 Jens Theilmann
- 1819 – 1851 Rasmus Holst Bang 1
- 1851 – 1859 Niels Peter Moller
- 1859 – 1871 Jens Daniel Frederik Boggild
- 1871 – 1880 Jacob Severin Deichmann Branth
- 1880 – 1887 M.C.B.Nielsen, provst
- 1887 – 1891 Gredsted
- 1891 – 1903 F. Gandil
- 1903 – 1909 J.Bentsen
- 1910 – 1940 Carl Christian Larsen
- 1940 – 1945 Peter Fenger
- 1945 – 1953 Jurgen Erling Kilrsbo
- 1953 – 1965 Poul Ivar Lange
- 1966 – 1995 Poul Burge Hojberg
- 1996 – Vagn Tefre

## Galleri
- Tolne Kirke, døbefont, kor, altertavle og prædikestol
- Tolne Kirke, model af den fire-mastede bark Danmark
- Tolne Kirke, 2009

## Eksterne kilder og henvisninger
- Tolne Kirke hos KortTilKirken.dk